# 蜘蛛蟹總科
蜘蛛蟹總科（學名：Majoidea）是甲殼亞門十足目的一個總科，包括多個俗稱為「蜘蛛蟹」的物種。本總科的物種體型較厚實而圓，足細長，行動遲緩。多數食腐肉。

## 分類
根據Grave (2009)年原來的文獻，蜘蛛蟹總科由五到六個科組成：
- 臥蜘蛛蟹科（Epialtidae）
- 膜殼蟹科（Hymenosomatidae）：有爭議，因為其形態特徵介乎蜘蛛蟹總科和關公蟹總科兩個物種之間。可能會被劃歸其他總科（例如：關公蟹總科）[2]。WoRMS於2016年將這個科獨立出來，成立膜殼蟹總科[3]。
- 尖頭蟹科（Inachidae）
- Inachoididae
- 蜘蛛蟹科（Majidae）
- 突眼蟹科（Oregoniidae）

豆眼蟹科（Pisidae）和 Tychidae被分類到臥蜘蛛蟹科之下，成為了豆眼蟹亚科（Pisinae）和Tychinae；而宝石蟹科（Mithracidae）則被分類到蜘蛛蟹科之下，成為了宝石蟹亚科（Mithracinae）。
而根據世界海洋物种目录（WoRMS），其分類如下：
- 臥蜘蛛蟹科（Epialtidae MacLeay, 1838）
- 尖頭蟹科（Inachidae MacLeay, 1838）
- family Inachoididae Dana, 1851）
- 蜘蛛蟹科（Majidae Samouelle, 1819）
- 宝石蟹科（Mithracidae Balss, 1929）[1][4]：原為蜘蛛蟹科之下的一個亞科[5]
- 突眼蟹科（Oregoniidae Garth, 1958）
- 豆眼蟹科（Pisidae Dana, 1851）

另外，Priscinachidae是蜘蛛蟹總科下的一個科，只有一個Priscinachus elongatus化石物種，發現於森诺曼阶。

### 常見物種
在蜘蛛蟹總科比較有名的物種包括有：
- 長喙大足蟹（Macropodia rostrata）：最小物種。
- 巨螯蟹（Macrocheira kaempferi）：其兩螯伸展時兩端相距逾4公尺（13呎），是最大的節肢動物，棲息於太平洋海底。
- 日本蜘蛛蟹（Maja japonica）
- Libinia emarginata：見於北美洲東岸的河口。
- Hyas (genus), a genus of spider crabs, including the great spider crab (Hyas araneus), found in the Atlantic and the North Sea.
- 歐洲蜘蛛蟹（Maja squinado）
- Australian majid spider crab, found off Tasmania, are known to pile up on each other, the faster-moving crabs clambering over the smaller, slower ones.[7]
- 磯蟹（Pugettia producta）：寬約1.25公分（0.5吋），長2.5公分（1吋）；背面綠紅兩色，下面綠色。

## 圖庫

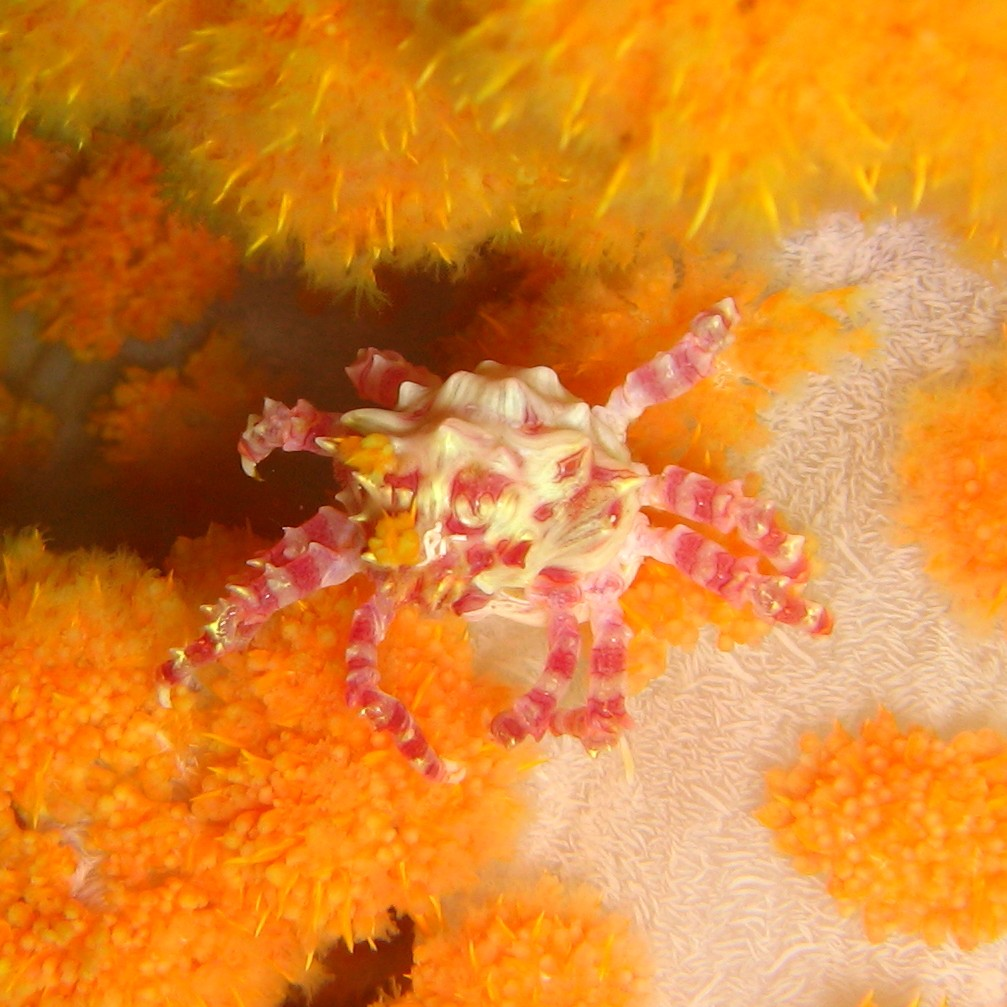
Hoplophrys oatesi, a Epialtidae
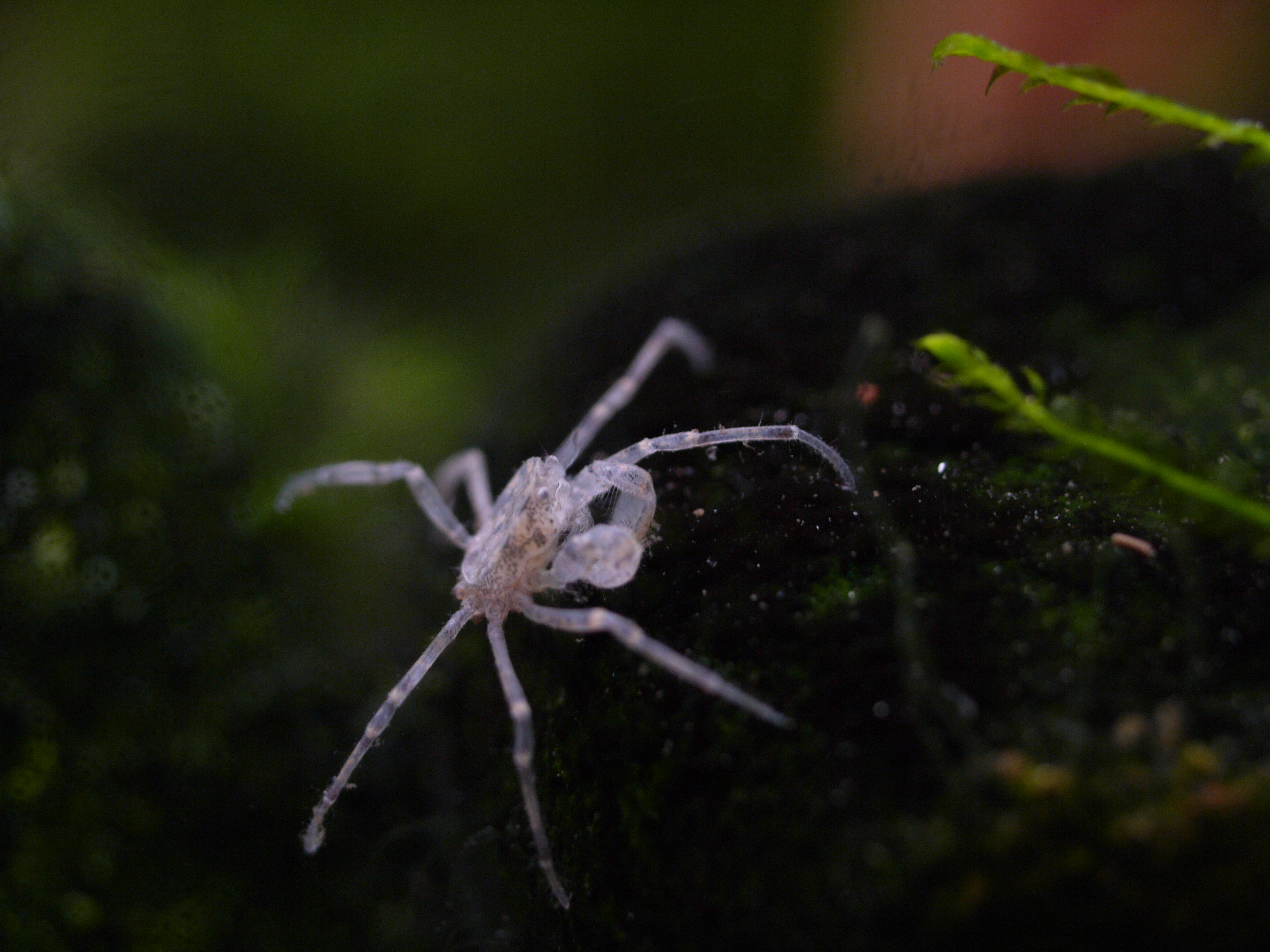
Limnopilos naiyanetri, a 膜殼蟹科
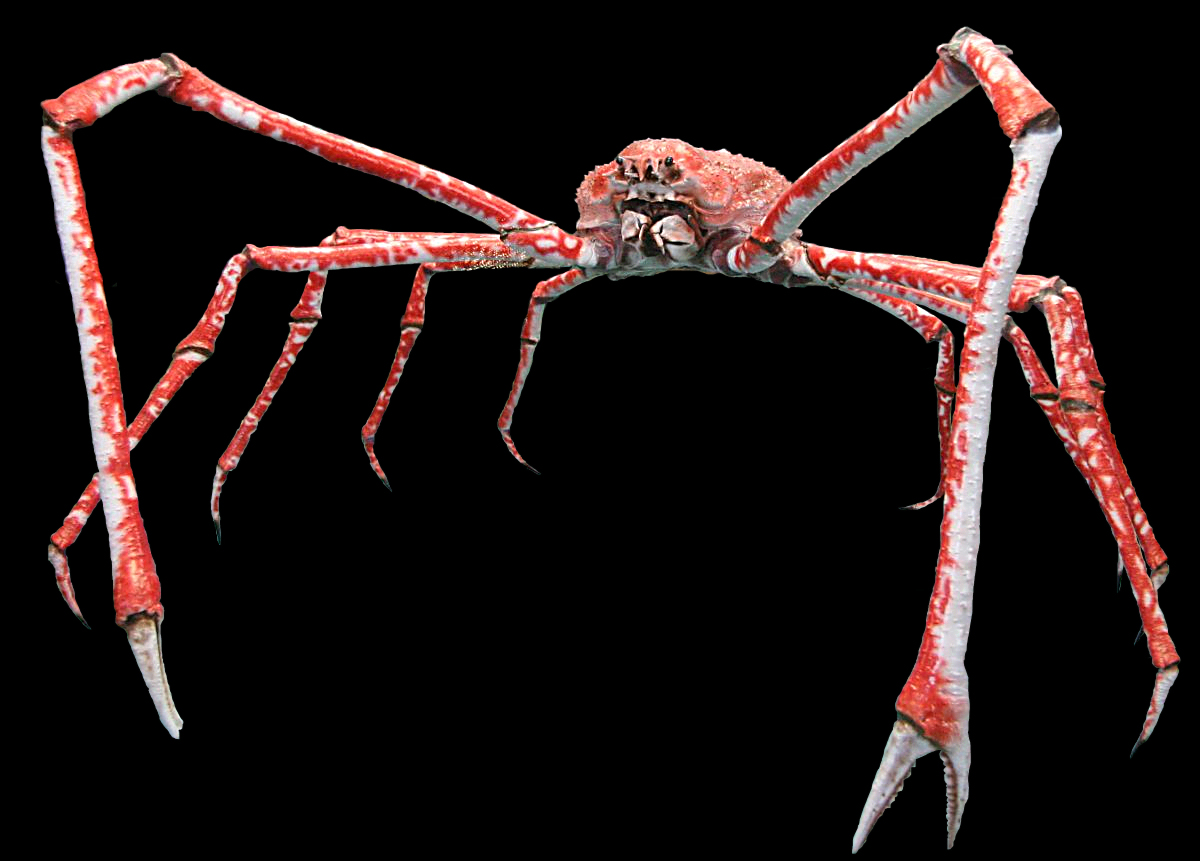
甘氏巨螯蟹（Macrocheira kaempferi，尖頭蟹科物種）
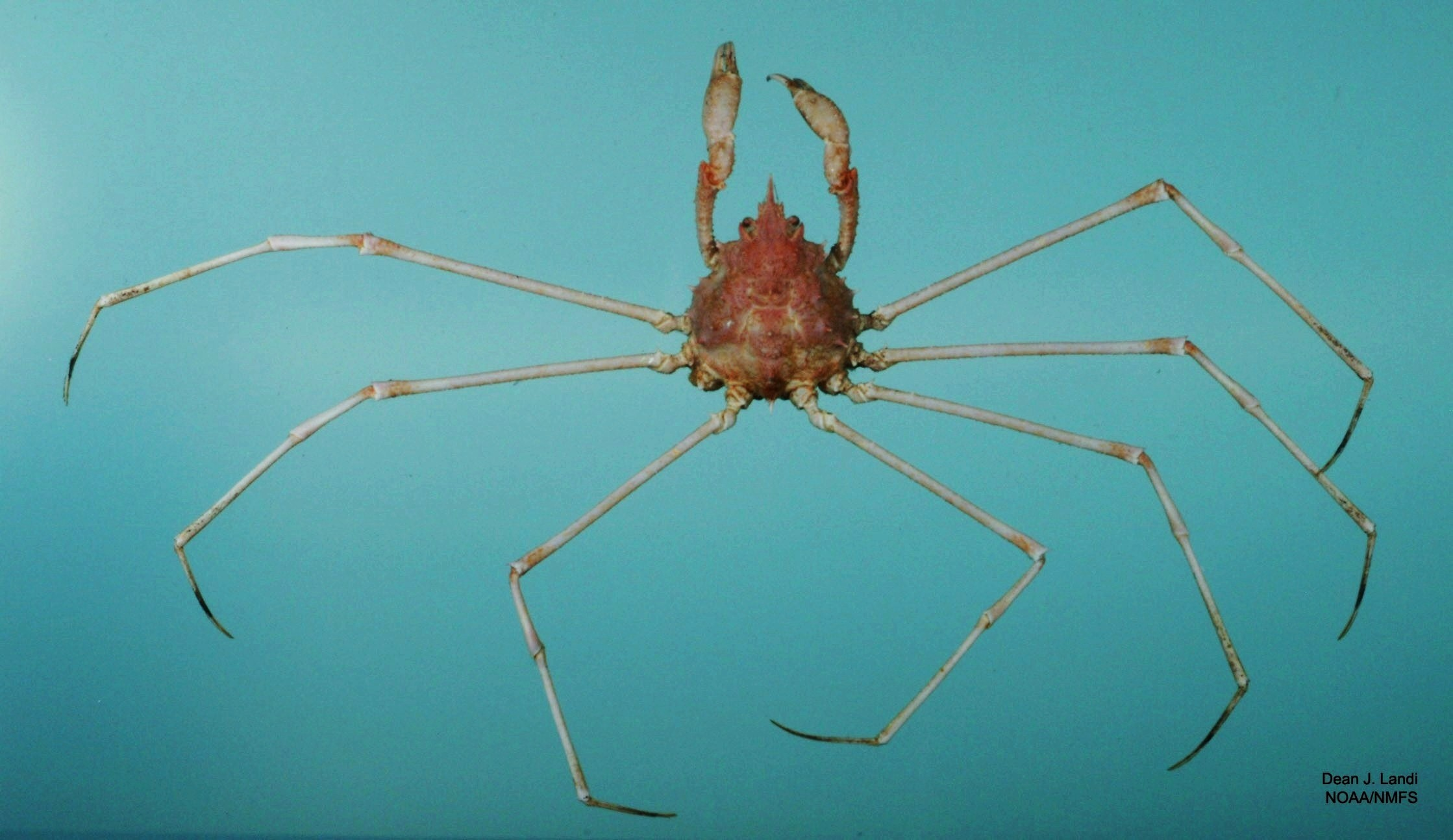
Pyromaia cuspidata, a Inachoididae
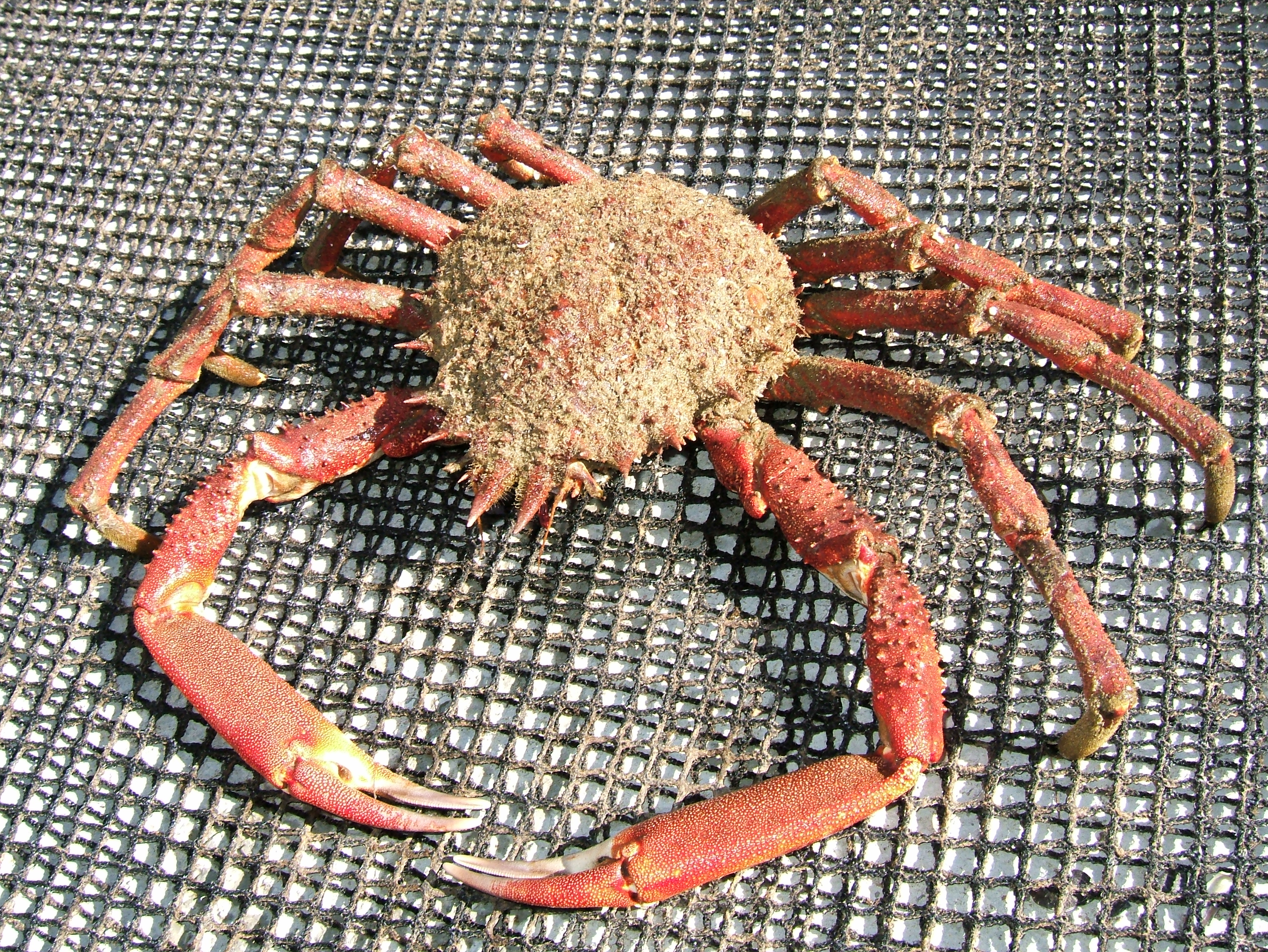
歐洲蜘蛛蟹（Maja squinado，蜘蛛蟹科物種）
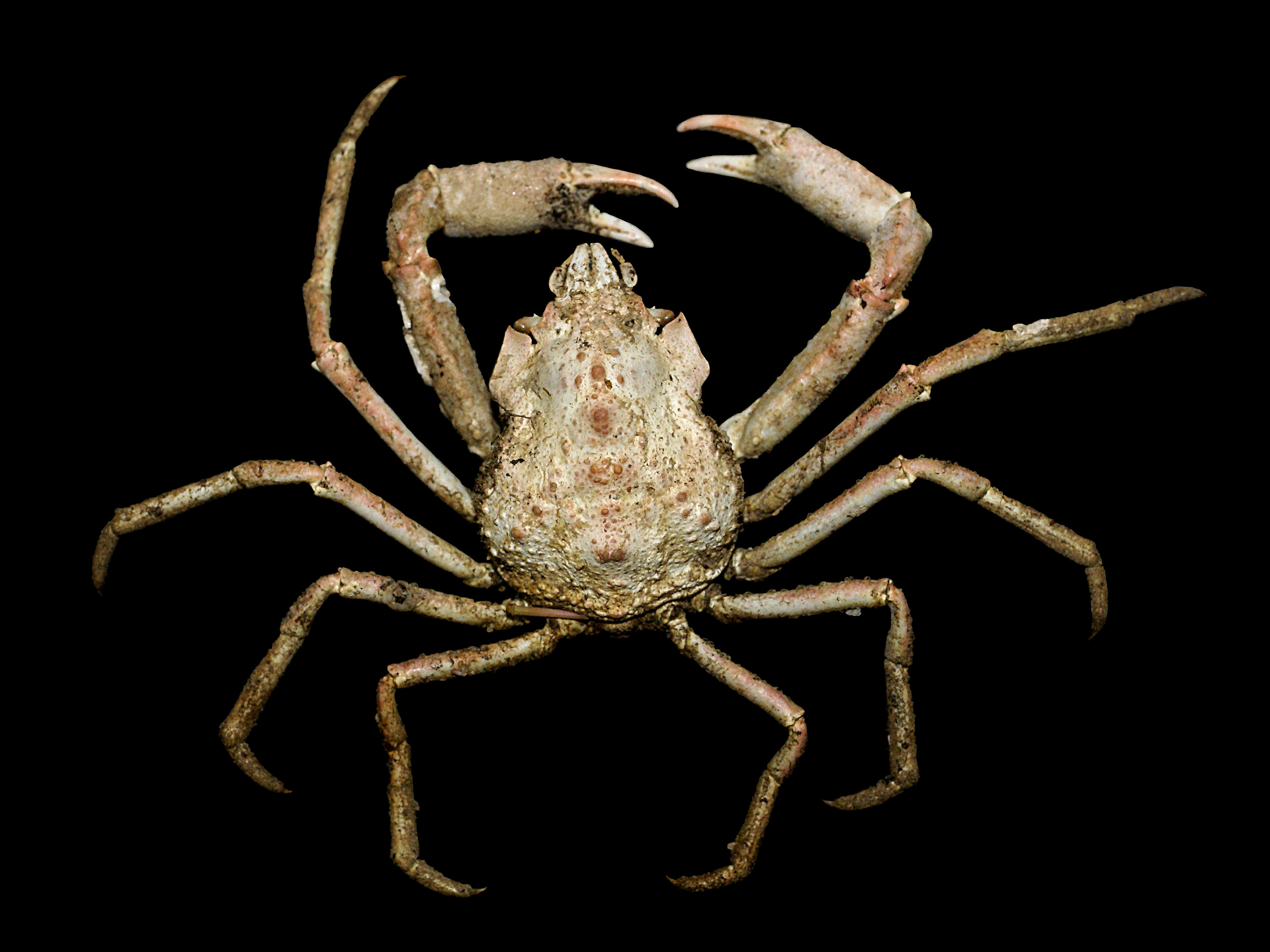
Hyas coarctatus, a Oregoniidae

## 外部連結
維基物種上的相關：蜘蛛蟹總科